# Olivia Grant
Olivia Grant (Londra, 20 settembre 1983) è un'attrice britannica.

## Filmografia parziale

### Cinema
- Stardust, regia di Matthew Vaughn (2007)
- Fishtales, regia di Alki David (2007)
- Mr. Nice (Mr Nice), regia di Bernard Rose (2010)
- Copenhagen, regia di Mark Raso (2014)
- Pudsey - Un ciclone a 4 zampe (Pudsey The Dog: The Movie), regia di Nick Moore (2014)
- Breakdown, regia di Jonnie Malachi (2016)
- Heidi: Queen of the Mountains, regia di Bhavna Talwar (2017)
- L'ultimo Vermeer (The Last Vermeer), regia di Dan Friedkin (2019)

### Televisione
- Brush Strokes - serie TV, un episodio (1986)
- Personal Affairs - serie TV, 3 episodi (2009)
- Lark Rise to Candleford - serie TV, 10 episodi (2008-2010)
- Garrow's Law - serie TV, 3 episodi (2011)
- Strike Back – serie TV, 2 episodi (2012)
- Legacy - film TV (2013)
- Indian Summers - serie TV, 20 episodi (2015-2016)
- Gli irregolari di Baker Street (The Irregulars) - serie TV, 2 episodi (2021)
- The Box - serie TV, 7 episodi (2021)